# Kurudere, Beydağ
Kurudere là một xã thuộc huyện Beydağ, tỉnh İzmir, Thổ Nhĩ Kỳ. Dân số thời điểm năm 2010 là 664 người.